# Курманалина, Шалкыма Хайруллаевна
Шалкыма Хайруллаевна Курманалина (каз. Шалқыма Хайроллақызы Құрманалина; род. 6 октября 1946, Мугалжарский район, Актюбинская область, Казахская ССР) — казахстанский общественный деятель, ветеран педагогики, доктор педагогических наук (2002), профессор, академик Академии педагогических наук Казахстана. Заслуженный работник Казахстана (1998).

## Биография
Родилась 6 октября 1946 года в поселке Журын Октябрьского района (ныне Мугалжарского района) Актюбинской области.
В 1970 году окончила физико-математический факультет Уральского педагогического института им. А.С. Пушкина по специальности «учитель физики и труда».
В 1996 году защитил учёное звание кандидата педагогических наук, тема диссертации: «Дидактические основы совершенствования профессиональной подготовки учителей начальных классов в условиях педколледжа».
В 2002 году защитил учёное звание доктора педагогических наук, тема диссертации: «Методология и технология создания электронной методической системы в условиях информатизации образования».

## Трудовая деятельность
С 1970 по 1977 годы — Преподаватель Уральского педагогического училище.
С 1978 по 1981 годы — Заведующая учебно-методического кабинета по начальным классам Областного института повышения квалификации учителей.
С 1981 по 1991 годы — Заместитель директора по учебно-производственной работе Уральского педагогического колледжа.
С 1992 по 1994 годы — Заместитель директора по учебной работе Уральского педагогического колледжа.
С 1994 года — Директор высшего педагогического колледжа имени Ж. Досмухамедова.
С 1999 по 2012 годы — Депутат Уральского городского маслихата четырех созывов.

## Научные, литературные труды
Автор 4 монографий, 26 научных трудов, 50 публикаций, учебников, учебных пособий, Государственных общеобязательных стандартов технического и профессионального образования по 11 педагогическим специальностям, 35 статей по проблемам образования. Является одним из авторов государственного стандарта среднего образования РК в условиях 12-летнего образования и др.

## Награды и звания
- Указом Президента Республики Казахстан присвоено почётное звание «Қазақстанның еңбек сіңірген қызметкері» Заслуженный работник Республики Казахстан (1998)
- Орден Курмет
- Медаль «10 лет независимости Республики Казахстан» (2001)
- Медаль «10 лет Конституции Республики Казахстан» (2005)
- Медаль «10 лет Парламенту Республики Казахстан» (2006)
- Медаль «20 лет независимости Республики Казахстан» (2011)
- Медаль «Белсенді қызметі үшін» от партии «Нур Отан» (2011)
- Благодарственное письмо Первого Президента Республики Казахстан.
- нагрудный знак «Отличник образования Республики казахстан» (1992)
- нагрудный знак «Почётный работник образования Республики Казахстан»
- нагрудный знак «Ыбырай Алтынсарин» (2006)
- нагрудный знак «За заслуги в развитии науки Республики Казахстан»
- академик Академии педагогических наук Казахстана (2004)
- академик Международной Академии информатизации и др.
- Почётный гражданин города Уральска (2017)[1][2]